# Mladost Apatin
Pour les articles homonymes, voir Mladost.
Maillots
Dernière mise à jour : 16 avril 2022.
Le Fudbalski Klub Mladost Apatin (en serbe : Фудбалски Клуб Младост Апатин), plus couramment abrégé en Mladost Apatin, est un club serbe de football fondé en 1928 et basé dans la ville d'Apatin.

## Historique
- 1928 : fondation du club sous le nom de Tri Zvezde Apatin
- 1950 : le club est renommé Mladost Apatin

## Personnalités du club

### Présidents du club
- Milan Trtica
- Goran Runjaić

### Entraîneurs du club
| - Dragi Bogić - Slobodan Dogandžić - Čedomir Đoinčević - Dragi Bogić - Petar Kurćubić (2006 - 2007) - Aleksandar Smiljanić (2007) | - Milan Gutović (2007 - 2008) - Momčilo Raičević - Nikola Vukša (2009 - 2010) - Dušan Bugarin (2010) - Ljubomir Kasalović (2010) - Slobodan Bačić | - Sreten Vilotić (2014 - 2016) - Blaško Milojev (2016) - Zoran Stamenić (2016 - 2018) - Slobodan Bačić (2018 - 2019) - Aleksandar Kesić (2019 - ) |

### Anciens joueurs du club
- Radoslav Batak
- Nenad Brnović
- Đorđe Tutorić